# Codon adrasta
Codon adrasta är en insektsart som beskrevs av Ronald Gordon Fennah 1967. Codon adrasta ingår i släktet Codon och familjen Dictyopharidae. Inga underarter finns listade i Catalogue of Life.